# Intuitionismus (Logik und Mathematik)
Der Intuitionismus ist eine von L. E. J. Brouwer begründete Richtung der Philosophie der Mathematik, bei der die Mathematik als Tätigkeit des exakten Denkens angesehen wird, die ihre eigenen Objekte hervorbringt und nicht voraussetzt. Die Wahrheit mathematischer Aussagen wird reduziert auf ihre Konstruierbarkeit, womit der Intuitionismus als eine Art des Konstruktivismus gelten kann. Der Intuitionismus ist eine der Grundpositionen im Grundlagenstreit der Mathematik.

## Grundgedanke
Die Wahrheit eines mathematischen Zusammenhangs wird in der intuitionistischen Mathematik erst anerkannt, wenn ein entsprechender Beweis formuliert wird. Wahre Aussagen oder von ihnen beschriebene Objekte haben keine Gültigkeit unabhängig von tatsächlichen Denkprozessen. Dies steht im Kontrast unter anderem zum sog. Platonismus in der Philosophie der Mathematik.

## Geschichte
Die Geschichte des Intuitionismus beginnt im Jahr 1912, als Luitzen Egbertus Jan Brouwer mit seiner Kritik am Gesetz des ausgeschlossenen Dritten seine philosophischen Grundlagen formuliert. In den 1920er Jahren kam es zwischen der formalistischen Hilbert-Schule und Brouwer, der vom Hilbert-Schüler Hermann Weyl unterstützt wurde, zur in der Einleitung erwähnten Grundlagenkrise der Mathematik. Die erste vollständige Formalisierung intuitionistischer Aussagen- und Prädikatenlogik stellt Arend Heyting im Jahr 1930 vor. 1933 zeigte Kurt Gödel eine Übersetzungsmöglichkeit von klassischer in intuitionistische Logik auf. Eine Semantik für die intuitionistische Logik präsentierte als erster Saul Kripke. Weitere Logiker und Mathematiker, die zum Intuitionismus beigetragen haben, sind Andrei Kolmogorow, Stephen Kleene und in Deutschland Paul Lorenzen.

### Verhältnis zum mathematischen Konstruktivismus
Beweise nach intuitionistischen Paradigmen, die über die reine Logik hinausgehen und die Eigenschaften mathematischer Objekte untersuchen, führen zu einer konstruktiven Mathematik. Dies ergibt sich, weil ohne den Satz vom ausgeschlossenen Dritten keine Widerspruchsbeweise möglich sind, mit denen bei klassischer Logik die Existenz eines mathematischen Objektes bewiesen werden kann, indem die Nichtexistenz widerlegt wird. Der Intuitionismus gelangt insofern zu den gleichen Ergebnissen wie der Konstruktivismus, obwohl die dahinterliegenden philosophischen Betrachtungen unterschiedlich sind: Der Intuitionismus begründet sich auf einem nicht-klassischen Wahrheitsbegriff, der Konstruktivismus auf einem nicht-klassischen Existenzbegriff.

## Intuitionistische Logik
Die Gleichsetzung von Wahrheit und Beweisbarkeit erfordert eine damit kompatible Interpretation von mathematischen Aussagen und damit eine nichtklassische Logik. Während in der klassischen Logik die Aussage {\displaystyle A\lor B} wahrheitsfunktional (siehe Wahrheitswert) interpretiert wird als „A trifft zu, oder B trifft zu“, wird dieselbe Aussage in der intuitionistischen Logik interpretiert als „Es gibt einen Beweis für A, oder es gibt einen Beweis für B, und man erkennt an ihm, ob er A oder B beweist“.
Aus dieser unterschiedlichen Interpretation der logischen Verknüpfungen ergibt sich, dass bestimmte Theoreme der klassischen Logik in der intuitionistischen nicht gültig sind. Ein Beispiel ist der Satz vom ausgeschlossenen Dritten, {\displaystyle A\lor \neg A}. Die klassische Interpretation lautet „A trifft zu, oder A trifft nicht zu“ und ist leicht als gültig erkennbar. Die intuitionistische Interpretation lautet „A ist beweisbar, oder A ist widerlegbar“ (wiederum mit der Forderung an den potentiellen Beweis, dass erkennbar sein muss, welche Teilaussage bewiesen worden ist). Wäre der Satz vom ausgeschlossenen Dritten in dieser Interpretation wahr, würde er die Vollständigkeit des Kalküls behaupten.
Kalküle für die intuitionistische Logik müssen daher so beschaffen sein, dass in ihnen der Satz vom ausgeschlossenen Dritten nicht herleitbar ist. In einem Regelkalkül erreicht man das, indem man auf die Beseitigungsregel für die doppelte Negation verzichtet – für die Negation bleibt dann nur der Satz vom Widerspruch als Axiom oder als Regel. Auf diese Weise erhält man die intuitionistische Logik, welche den philosophischen Standpunkt in rein formaler Weise widerspiegelt.

### Verhältnis des Intuitionismus zur klassischen Logik
Der Intuitionismus als philosophische bzw. metamathematische Richtung kritisiert nicht die klassische Logik als formales System, sondern stellt deren Anwendbarkeit auf wissenschaftliche, vor allem mathematische Fragestellungen in Frage bzw. vertritt die Meinung, dass andere logische Systeme diesen Fragestellungen angemessener sind.
Für den Intuitionismus als eine philosophische Position, die das Konzept der Beweisbarkeit in die Mitte ihrer Überlegungen stellt, ist  die klassische Logik, die logische Verknüpfungen als Wahrheitsfunktionen (siehe Wahrheitswert) interpretiert, schlechthin nicht von Interesse, weil Beweisbarkeit nicht als Wahrheitsfunktion darstellbar ist.

### Satz vom ausgeschlossenen Dritten
Der Satz vom ausgeschlossenen Dritten wird problematisch, wenn er sich auf unendliche Mengen bezieht. Als Beispiel diene hier der Satz
P: „Jede gerade Zahl, die größer als 2 ist, lässt sich als Summe zweier Primzahlen darstellen“.
Das Gegenteil dieses Satzes wird, nach der klassischen Logik, ausgedrückt durch den Satz
¬P: „Es gibt eine gerade Zahl, die größer als 2 ist und sich nicht als Summe zweier Primzahlen darstellen lässt.“
Weder der Satz P noch der Satz ¬P konnten bis heute bewiesen werden, siehe Goldbachsche Vermutung.
Die Aufzählungsmethode ist kein geeigneter Ansatz, um P oder ¬P zu beweisen: Zum einen kann P nicht in der Weise bewiesen werden, dass für jede gerade Zahl g zwei Primzahlen p1 und p2 aufgeschrieben werden, deren Summe g ergibt, denn es gibt ja unendlich viele gerade Zahlen. Um dagegen ¬P zu beweisen, müsste eine gerade Zahl angegeben werden, für die die Zerlegung in zwei Primzahlen unmöglich ist. Falls ¬P gilt, würde man zwar nach endlicher Zeit eine solche Zahl finden; falls aber ¬P nicht gilt, würde man unendlich lange suchen.
Aus Sicht der Intuitionisten besagt der „Satz vom ausgeschlossenen Dritten“ nun, dass eine der beiden oben dargestellten Aufgaben, also der Beweis von P oder der Beweis von ¬P, durchführbar sein muss. Dies ist in der Tat nicht für alle Sätze P der Fall: Sollte eines Tages nun doch die Goldbachsche Vermutung bewiesen oder widerlegt werden, so gibt es dennoch viele andere Aussagen über unendliche Mengen, für die das gleiche Problem besteht (zum Beispiel die Kontinuumshypothese); der Gödelsche Unvollständigkeitssatz zeigt zudem, dass solche Beispiele aus prinzipiellen Gründen existieren.
Der Satz vom ausgeschlossenen Dritten wird deshalb zwar in der klassischen Logik akzeptiert, nicht jedoch im Intuitionismus und der Güntherlogik.

## Inspiration für Informatiker
Informatiker entdeckten den Intuitionismus als Inspirationsquelle und darauf aufbauend entstanden Beweisunterstützungssysteme wie Coq, Epigram und Agda, die für ihre Konstruktion und zur effektiven Benutzung die konstruktive Perspektive verlangen und beispielsweise den Satz vom ausgeschlossenen Dritten bestenfalls als „Hack“ enthalten. Die tiefgreifende Beziehung liegt hier im Curry-Howard-Isomorphismus, der Aussagen mit Typen und Beweise mit (Programmen zur Berechnung von) Werten des der zu beweisenden Aussage entsprechenden Typs gleichsetzt.